# Sinodendroides chinensis
Sinodendroides chinensis es una especie de coleóptero de la familia Pyrochroidae.

## Distribución geográfica
Habita en Gansu (China).